# Andrea Falcón
Andrea Sánchez Falcón (Arucas, 28 de febrero de 1997) es una futbolista profesional española que juega como extremo para el club Sport Lisboa e Benfica del Campeonato Nacional I Divisão y para la selección femenina de España.
Falcón ha ganado 8 ligas, 4 Copas de la Reina y una Supercopa de España con el F. C. Barcelona y el Atlético de Madrid. Es subcampeona del mundo sub-17 y cuatro veces subcampeona de Europa con la selección sub-17 y sub-19.
La selección española y la FIFA han destacado de Falcón su uno contra uno, su habilidad con ambas piernas, sus pases y centros, y la potencia de su disparo. Ella se autodefinió como «una jugadora de banda, que se caracteriza por su velocidad, que lucha cada balón y que no da uno por perdido».
Falcón compaginó su carrera como futbolista con el estudio de la carrera de psicología.

## Trayectoria

### Inicios
Empezó a jugar al fútbol en el equipo mixto de su pueblo natal, el Arucas Club de Fútbol, pero en 2008 fichó por el equipo de categoría Benjamín del Unión Viera, de la capital grancanaria; pasando por el Alevín (ambas categorías mixtas) y luego a la sección femenina de dicho club. El 31 de julio de 2012 fichó por el F. C. Barcelona.

### Barcelona
En el Barcelona jugó principalmente en el equipo filial, disputando algunos partidos con el primer equipo, normalmente como suplente. Debutó en la Liga de Campeones el 10 de noviembre de 2013 en la ida de los octavos de final al sustituir a Marta Corredera en el minuto 81 de juego ante el F. C. Zúrich, que terminó con victoria blaugrana por 3-0.
Con el Barcelona ganó los dobletes de Liga y Copa las temporadas 2012-13 y 2013-14 y la Liga de 2014-15. Al finalizar la temporada 2015-16 decide dejar el equipo por la falta de continuidad.

### Atlético de Madrid

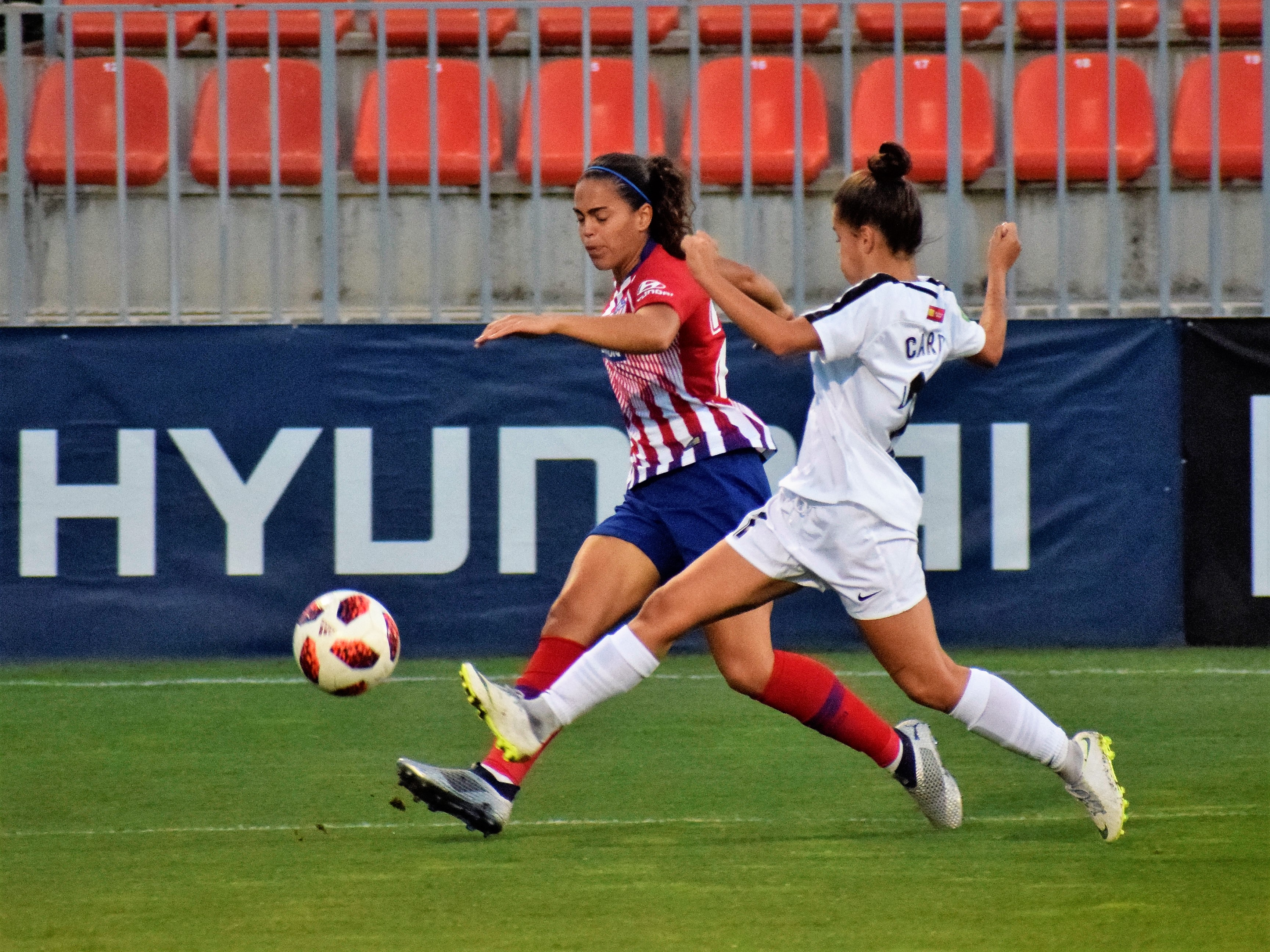
Andrea Sánchez Falcon jugando con el Atlético de Madrid en 2018.

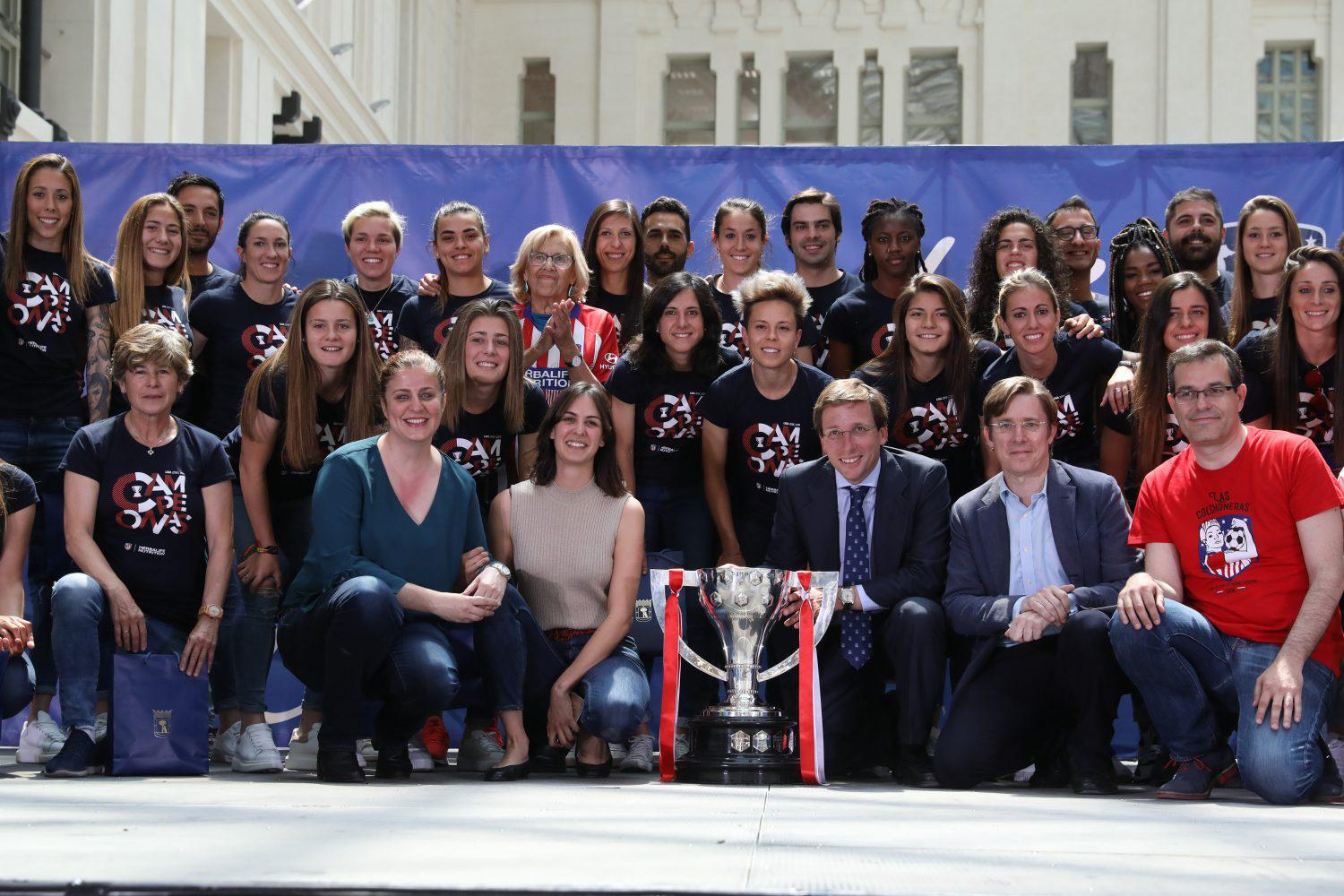
La alcaldesa recibe al equipo femenino del Atlético de Madrid ganador de la Liga Iberdrola 2019.

El 6 de julio de 2016 se hizo oficial su fichaje por el Atlético de Madrid. Debutó en liga con el cuadro colchonero el 10 de septiembre de 2016 ante el Transportes Alcaine al sustituir a Priscila Borja en el minuto 63, partido que concluyó con empate a 2. Marcó su primer gol el 15 de octubre del mismo año ante el Betis abriendo el marcado tras una internada por banda izquierda y vencer a la portera rival en el mano a mano. El equipo venció por 2 a 1. Jugó todos los partidos de la temporada, con la excepción de la ausencia obligada al disputar el Mundial Sub-20, hasta que el 6 de abril de 2017 se rompió el ligamento cruzado de la rodilla, lesión por la que debió de ser intervenida quirúrgicamente.  El equipo ganó la liga sin perder ni un solo partido y en la Copa de la Reina quedaron subcampeonas al perder ante el Barcelona. Esa temporada fue elegida jugadora revelación del equipo y parte del Once de Oro de Fútbol Draft.
En la temporada 2017-18 sufrió molestias durante la recuperación de su lesión y no volvió a ser convocada hasta marzo de 2018. Falcón reapareció ante el Barcelona el 11 de marzo de 2018 sustituyendo a Ángela Sosa en el minuto 80. Siguió jugando minutos como suplente hasta el final de la liga, que acabaron ganando por segunda temporada consecutiva. En la Copa de la Reina jugó como suplente en las dos manga de los cuartos de final, y marcó un gol en el descuento del partido de vuelta. Volvió a ser titular en la semifinal ante el Granadilla Tenerife, y jugó de suplente en la final ante el Barcelona, en la que perdieron en el último minuto de la prórroga. A pesar de su lesión volvió a ser elegida en el Once de Oro de Fútbol Draft.
En la temporada 2018-19 volvió a jugar en la Liga de Campeones y el nuevo entrenador, José Luis Sánchez Vera la utilizó como lateral izquierdo para jugar ante equipos más defensivos. En esa posición dio una asistencia de gol a Jennifer Hermoso contra el EDF Logroño. Jugó habitualmente como titular o suplente hasta sufrir una distensión del tercio medio de la fascia plantar en partido de liga ante el Sevilla el 10 de febrero de 2019. Estuvo fuera de los terrenos de juego hasta que reapareció el 22 de abril ante el Espanyol. El 5 de mayo de 2019 logró su sexto título liguero. El 5 de mayo de 2019 el Atlético venció por 3-1 a la Real Sociedad con una asistencia suya y ganaron la Liga. Fue suplente en la final de la Copa de la Reina, torneo, en el que el Atlético cayó ante la Real Sociedad. Esta temporada fue elegida en el Once de Oro de Fútbol Draft por tercera vez.
El 29 de junio de 2019 el club anunció que no continuaría en el equipo la siguiente temporada.

### Vuelta al Barcelona
El 4 de julio de 2019 el Fútbol Club Barcelona anunció su retorno al club blaugrana con un acuerdo hasta 2021.

## Selección

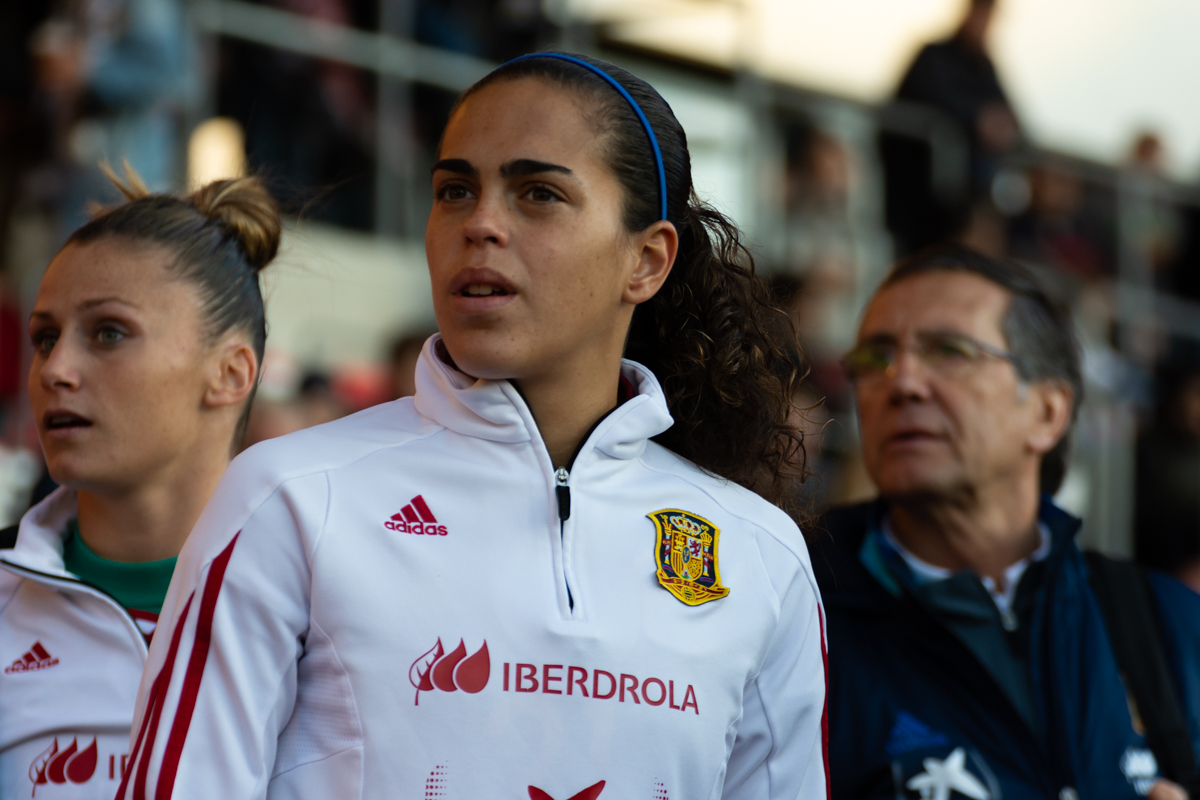
Andrea Falcón con la selección en 2018.

### Sub-17
Debutó el 10 de abril de 2012 con la Sub-17 ante Serbia en la Ronda Élite, marcando el primer gol del partido en el minuto 3. España ganó por 7-2. Jugó los otros dos partidos de la fase de clasificación y España no se clasificó para la fase final del Campeonato de Europa al perder ante Alemania.
Jugó los 6 partidos de clasificación para el Campeonato Europeo de 2013, marcando un gol ante Finlandia. España se clasificó para la fase final y se enfrentó en la semifinal ante Suecia. Perdiendo por 2 a 1 disparó un libre directo que dio en el palo. El partido acabó con empate a dos goles y se tuvo que decidir por penaltis. Falcón lanzó el quinto penalti de España, que no transformó y Suecia venció en el sexto lanzamiento. En el partido por el tercer y cuarto puesto España venció por 4-0 a Bélgica, en un encuentro en el que dio una asistencia y el periodista de la UEFA destacó el peligro que creó por su banda.
España quedó exenta de jugar la primera fase de clasificación del Campeonato Europeo de 2013. Jugó 3 partidos en la Ronda Élite marcando ante Irlanda y Rumanía. Jugó la fase final, que se disputó a finales de 2013 por coincidencia con el Mundial, jugó los 5 partidos, marcando 2 goles ante Alemania en la fase de grupos, y otros dos goles ante Inglaterra en la semifinal. Antes de la final su compañera Nahikari García la definió como la estrella del equipo, que crea ocasiones para sus compañeras además de marcar goles. España se volvió a enfrentar a Alemania en la final, pero esta vez sólo pudo empatar a un gol y cayó en los penaltis Fue la máxima goleadora del torneo con 4 goles junto a Jasmin Sehan, y máxima asistente junto a Nuria garrote con 3 pases de gol. Fue elegida mejor jugadora del campeonato.
Fue convocada para disputar el Mundial sub-17 de Costa Rica de 2014. Fue titular en los tres partidos de la fase de grupos. En el primer partido España fue derrotada por Japón por dos goles a cero. En el segundo partido España venció por tres cero a nueva Zelanda. En el último partido de la fase de grupos España venció por siete a uno a Paraguay y Falcón marcó dos goles. España pasó como segunda de grupo y en los cuartos de final eliminó a Nigeria con Falcón como titular. En las semifinales ante Paraguay fue una de las jugadoras destacadas del partido y sufrió un penalti que anotó Patri Guijarro. Disputó la final del Mundial el 4 de abril del 2014 en el que España se volvió a enfrentar a Japón, cayendo derrotadas por 2 a 0. Estuvo nominada al Balón de Oro del Mundial.

### Sub-19
Debutó con la Selección Sub-19 en la fase final del Campeonato de Europa de 2014. Jugó los dos primeros partidos de la fase de grupo, ante Irlanda y Suecia, y tras lesionarse volvió para jugar la final ante Países Bajos, en la que vencieron las holandesas.
Participó en los seis partidos de la fase de clasificación para el Campeonato de Europa de 2015, consiguiendo un triplete ante Croacia y dos días después logró otro ante Lituania en la Primera Fase, y luego marcó un doblete y dio dos asistencias de gol ante Turquía en la Ronda Élite. Fue convocada para jugar la fase final del campeonato que se disputó en Israel. Jugó los 5 partidos de la fase final como titular y marcó el gol del empate en las semifinales ante Francia, en las que pasó España por penaltis. En la final perdieron por 3-1 contra Suecia.
Jugó los 3 partidos en la Ronda Élite del Campeonato Europeo de 2016, ya que España estuvo exenta de jugar la primera fase de clasificación, y marcó un gol en el último partido ante Dinamarca y dio 5 asistencias entre los 3 encuentros a sus compañeras. Fue convocada para jugar la Fase Final que se disputó en Eslovaquia. En la fase final dio la asistencia de gol a Nahikari García en el primer partido de la fase de grupos contra Alemania en la que España venció por 1-0. En el segundo partido marcó un doblete ante Austria. Ya clasificadas, no jugó el tercer encuentro ante Suiza. En semifinales ante Países Bajos dio otra asistencia a Sandra Hernández. En la final cayeron por 2-1 ante Francia y fueron subcampeonas. En ese campeonato se convirtió en la jugadora que más partidos del campeonato Europeo había jugado, con 40 participaciones, y junto a Nuria Garrote y Nahikari García la primera jugadora en jugar 4 finales europeas. Sus 2 goles y 3 asistencias le valieron ser parte del equipo del campeonato.
El 31 de octubre de 2016 la selección española hizo pública la convocatoria para el Mundial Sub-20 de Papúa Nueva Guinea. En el primer partido ante Canadá dio la asistencia del tercer gol y participó en la construcción del cuarto. El equipo ganó por 5-0. En el segundo partido fue clave en la victoria por 1-0 ante Japón, y elegida mejor jugadora del encuentro. Jugó de titular en la derrota por 2-1 ante Nigeria en el último partido de la fase de grupos. En los cuartos de final ante Corea del Norte dio un pase a Nahikari García falló por poco. Tras ir perdiendo el gol del empate de Lucía García surgió del rechazo de un disparo suyo, que forzó la prórroga, pero finalmente  fueron eliminadas en el tiempo extra. La FIFA la destacó como una de las jugadoras claves del equipo en su informe técnico.

### Selección absoluta
Fue convocada con la Selección Absoluta en enero de 2017. Volvió a ser convocada para jugar la Copa Algarve. Debutó el 3 de marzo de 2017 ante Noruega, entrando como suplente en el minuto 86. El 6 de marzo fue titular contra  Islandia, contribuyendo a ganar el título.
Tras su grave lesión volvió a ser convocada en agosto de 2018, y volvió a jugar  el 8 de noviembre de 2018 en un amistoso ante Polonia, en el que marcó su primer gol con la Selección.  En enero de 2019 volvió a jugar dos amistosos con la selección absoluta, en los que tuvo una actuación destacada. Fue convocada para disputar la Copa Algarve, pero tuvo que ser reemplazada en la convocatoria al lesionarse con su club.
El 20 de mayo de 2019 fue incluida en la lista de jugadoras de Jorge Vilda para el Mundial. No participó en la victoria en el partido inaugural ante Sudáfrica ni por 3-1 ni en la derrota ante Alemania por 1-0. Jugó finalmente en el tercer partido de grupo ante China como suplente en la segunda parte para dar más profundidad y presión al equipo, partido que terminó en empate sin goles y certificó el pase de España a octavos como segundas de grupo. En los octavos de final ante Estados Unidos entró en el minuto 78 cuando las estadounidenses se habían adelantado en el marcador de penalti. El partido acabó con victoria estadounidense y España fue eliminada.

## Estadísticas

### Clubes
Actualizado al último partido jugado el 4 de septiembre de 2021.
| Club                        | Div.                | Temporada           | Liga  | Liga  | Copa  | Copa  | Continental | Continental | Total | Total |
| Club                        | Div.                | Temporada           | Part. | Goles | Part. | Goles | Part.       | Goles       | Part. | Goles |
| --------------------------- | ------------------- | ------------------- | ----- | ----- | ----- | ----- | ----------- | ----------- | ----- | ----- |
| F. C. Barcelona · España    | 1.ª                 | 2013-14             | 8     | 0     | 1     | 0     | 2           | 0           | 11    | 0     |
| F. C. Barcelona · España    | 1.ª                 | 2014-15             | 2     | 0     | -     | -     | -           | -           | 2     | 0     |
| F. C. Barcelona · España    | 1.ª                 | 2015-16             | 1     | 0     | -     | -     | 1           | 0           | 2     | 0     |
| F. C. Barcelona · España    | Total               | Total               | 11    | 0     | 1     | 0     | 3           | 0           | 15    | 0     |
| Atlético de Madrid · España | 1.ª                 | 2016-17             | 21    | 4     | 4     | 1     | -           | -           | 25    | 5     |
| Atlético de Madrid · España | 1.ª                 | 2017-18             | 8     | 0     | 3     | 0     | -           | -           | 11    | 0     |
| Atlético de Madrid · España | 1.ª                 | 2018-19             | 22    | 1     | -     | -     | 2           | 0           | 24    | 1     |
| Atlético de Madrid · España | Total               | Total               | 51    | 5     | 7     | 1     | 2           | 0           | 60    | 6     |
| F. C. Barcelona · España    | 1.ª                 | 2019-20             | 8     | 0     | -     | -     | 2           | 0           | 10    | 0     |
| F. C. Barcelona · España    | 1.ª                 | 2020-21             | 8     | 0     | -     | -     | 2           | 0           | 10    | 0     |
| F. C. Barcelona · España    | 1.ª                 | 2021-22             | 0     | 0     | -     | -     | -           | -           | 0     | 0     |
| F. C. Barcelona · España    | Total               | Total               | 16    | 0     | 0     | 0     | 4           | 0           | 20    | 0     |
| Total en su carrera         | Total en su carrera | Total en su carrera | 78    | 5     | 8     | 1     | 9           | 0           | 95    | 6     |

### Selección
Actualizado al último partido jugado el 24 de junio de 2019.
| Selecciones   | Año           | Europeo(4) | Europeo(4) | Europeo(4) | Mundial (4) | Mundial (4) | Mundial (4) | Amistosos | Amistosos | Amistosos | Total | Total | Total  | Media goleadora |
| Selecciones   | Año           | Part.      | Goles      | Asist.     | Part.       | Goles       | Asist.      | Part.     | Goles     | Asist.    | Part. | Goles | Asist. | Media goleadora |
| ------------- | ------------- | ---------- | ---------- | ---------- | ----------- | ----------- | ----------- | --------- | --------- | --------- | ----- | ----- | ------ | --------------- |
| Sub-17        | 2012          | 6          | 1          | 1          | -           | -           | -           | 0         | 0         | 0         | 6     | 1     | 1      | 0,17            |
| Sub-17        | 2013          | 13         | 7          | 4          | -           | -           | -           | 0         | 0         | 0         | 13    | 7     | 4      | 0,54            |
| Sub-17        | 2014          | 0          | 0          | 0          | 6           | 1           | 1           | 0         | 0         | 0         | 6     | 1     | 1      | 0,17            |
| Sub-17        | Total         | 19         | 8          | 5          | 6           | 1           | 1           | 0         | 0         | 0         | 25    | 9     | 6      | 0,36            |
| Sub-19        | 2014          | 6          | 6          | 1          | -           | -           | -           | 0         | 0         | 0         | 6     | 6     | 1      | 1,00            |
| Sub-19        | 2015          | 8          | 3          | 3          | -           | -           | -           | 0         | 0         | 0         | 8     | 3     | 3      | 0,38            |
| Sub-19        | 2016          | 7          | 3          | 8          | -           | -           | -           | 1         | 0         | 0         | 8     | 3     | 8      | 0,38            |
| Sub-19        | Total         | 21         | 12         | 12         | -           | -           | -           | 1         | 0         | 0         | 22    | 12    | 12     | 0,55            |
| Sub-20        | 2016          | -          | -          | -          | 4           | 0           | 1           | 0         | 0         | 0         | 4     | 0     | 1      | 0,00            |
| Sub-20        | Total         | -          | -          | -          | 4           | 0           | 1           | 0         | 0         | 0         | 4     | 0     | 1      | 0,00            |
| Abs           | 2017          | 0          | 0          | 0          | 0           | 0           | 0           | 2         | 0         | 0         | 2     | 0     | 0      | 0,00            |
| Abs           | 2018          | 0          | 0          | 0          | 0           | 0           | 0           | 2         | 1         | 0         | 2     | 1     | 0      | 0,50            |
| Abs           | 2019          | -          | -          | -          | 2           | 0           | 0           | 5         | 0         | 0         | 7     | 0     | 0      | 0,00            |
| Abs           | Total         | -          | -          | -          | 2           | 0           | 0           | 9         | 1         | 0         | 11    | 1     | 0      | 0,09            |
| Total carrera | Total carrera | 40         | 20         | 17         | 12          | 2           | 1           | 10        | 1         | 1         | 62    | 23    | 19     | 0,37            |

#### Participaciones en Mundiales
| Competición     | Categoría          | Sede               | Resultado        | Partidos | Goles |
| --------------- | ------------------ | ------------------ | ---------------- | -------- | ----- |
| Mundial de 2014 | Selección Sub-17   | Costa Rica         | Subcampeona      | 6        | 2     |
| Mundial de 2016 | Selección Sub-20   | Papúa Nueva Guinea | Cuartos de final | 4        | 0     |
| Mundial de 2019 | Selección absoluta | Francia            | Octavos de final | 2        | 0     |
| Total           | –                  | –                  | –                | 12       | 2     |

#### Participaciones en Eurocopas
| Competición                | Categoría        | Sede       | Resultado    | Partidos | Goles |
| -------------------------- | ---------------- | ---------- | ------------ | -------- | ----- |
| Campeonato Europeo de 2013 | Selección Sub-17 | Francia    | Tercer lugar | 1        | 0     |
| Campeonato Europeo de 2014 | Selección Sub-17 | Inglaterra | Subcampeona  | 5        | 4     |
| Campeonato Europeo de 2014 | Selección Sub-19 | Noruega    | Subcampeona  | 3        | 0     |
| Campeonato Europeo de 2015 | Selección Sub-19 | Israel     | Subcampeona  | 5        | 1     |
| Campeonato Europeo de 2016 | Selección Sub-19 | Eslovaquia | Subcampeona  | 4        | 2     |
| Total                      | –                | –          | –            | 18       | 7     |

## Palmarés

### Campeonatos nacionales
| Título              | Club               | País   | Año  |
| ------------------- | ------------------ | ------ | ---- |
| Primera División    | F. C. Barcelona    | España | 2013 |
| Copa de la Reina    | F. C. Barcelona    | España | 2013 |
| Primera División    | F. C. Barcelona    | España | 2014 |
| Copa de la Reina    | F. C. Barcelona    | España | 2014 |
| Primera División    | F. C. Barcelona    | España | 2015 |
| Primera División    | Atlético de Madrid | España | 2017 |
| Primera División    | Atlético de Madrid | España | 2018 |
| Primera División    | Atlético de Madrid | España | 2019 |
| Supercopa de España | F. C. Barcelona    | España | 2020 |
| Copa de la Reina    | F. C. Barcelona    | España | 2020 |
| Primera División    | F. C. Barcelona    | España | 2020 |
| Copa de la Reina    | F. C. Barcelona    | España | 2021 |
| Primera División    | F. C. Barcelona    | España | 2021 |
| Primera División    | Club América       | México | 2023 |

### Campeonatos internacionales
| Título            | Club            | Sede   | Año  |
| ----------------- | --------------- | ------ | ---- |
| Liga de Campeones | F. C. Barcelona | Suecia | 2021 |

### Distinciones individuales
| Distinción                                               | Año  |
| -------------------------------------------------------- | ---- |
| Mejor jugadora del Campeonato Europeo Sub-17             | 2014 |
| Máxima Goleadora del Campeonato Europeo Sub-17           | 2014 |
| Máxima Asistente del Campeonato Europeo Sub-17           | 2014 |
| Más partidos jugados en Campeonatos Europeos             | 2016 |
| Jugadora del Equipo del Campeonato Europeo Sub-19        | 2016 |
| Jugadora Más Valiosa del España-Japón del Mundial Sub-20 | 2016 |
| Once de Oro Fútbol Draft                                 | 2016 |
| Jugadora Revelación del Atlético de Madrid               | 2016 |
| Once de Oro Fútbol Draft                                 | 2017 |
| Once de Oro Fútbol Draft                                 | 2018 |